# キーロフ (警備艦)
キーロフ(ロシア語:Ки́ров) とはソビエトのキーロフ級警備艦のネームシップである。ソビエト海軍ではなくNKVD国境警備隊、後のKGB国境警備隊に所属していた。

## 背景
1920年代の極東における海上国境警備は困難な状況だった。海上国境が非常に長く、高速の国境警備船が不足しているため、日本と米国の密猟漁船がソビエトの領海で毛皮を獲り、魚やカニ漁を行っていた。島々や海岸には、外貨両替所、購買所、気象台が設置されていた。ソ連はこれにより数百万ドルの損失を被っていたために極東海域の海軍を強化することが決定された。1929年5月ソ連共産党政治局は極東海上国境警備隊のために24隻の大中小の船 (それぞれ3隻、8隻、13隻) を建造することを決定した。イタリアのジェノヴァにあるアンサルド社の造船所にキーロフとジェルジンスキーの2隻の警備艦を発注した。イタリアで2隻の船が建造され、ソ連の乗組員が乗り組んで極東へ回航することになっていた。船は艦砲なしで引き渡されソビエト到着後に武装された。

## 経歴
「PS-8」後のキーロフは、1934年8月19日に進水した。 1934年11月、船は小火器で武装したイタリア人乗組員と共に極東へ回航された。ソビエトに到着後、正規のソビエト製の兵器が設置された。1935年2月からNKVDの海軍国境警備隊ウラジオストク分遣隊に編入され、すぐにNKVDの第60カムチャツカ海上国境分遣隊に配属された。1935年3月に「キーロフ」と命名された。ソビエトの領海で密漁に従事している外国（主に日本）の漁船の拘留に複数回参加した。時には密猟者を保護する日本の軍艦と対峙し、時には発砲することもあった。1938年、キーロフは宗谷海峡で遭難した蒸気船「トルクメン」の乗組員を助けた。1945年8月、海兵隊国境警備隊の他の部隊と共に、ペトロパブロフスク海軍基地の指揮下に入り。占守島の戦いで護衛と砲撃支援を行い、対砲兵射撃を行った。 8月18日の上陸作戦中に日本の航空機と交戦した、キーロフは近接爆弾の爆発により軽微な損傷を受け、2 人の乗組員が負傷した。日本軍の砲台を制圧することに成功した。 8月20日、第二クリル海峡を航行中に日本軍の砲撃を受け操舵装置を破損した。1945年9月14日、日ソ戦争中の戦闘任務の功績により赤旗勲章を授与された。1959年にKGB海洋国境部隊から除籍され、1960年に水上兵舎ПКЗ-89になった。

## リファレンス
1. 1 2 3 4 5  Тип «Киров» (проект 19). Сторожевые корабли. Корабли ВМФ СССР накануне и в годы Великой Отечественной войны アーカイブ 2018年8月26日 - ウェイバックマシン.
2. 1 2 3 4 5 6 7 8 9  Балакин С. А. Пограничные сторожевые корабли «Киров» и «Дзержинский». «Судостроение». № 4, 2009.
3. 1 2  ПСКР типа «Киров» アーカイブ 2017年12月1日 - ウェイバックマシン.